# 城西之塔
城西之塔（德語：Westendstrasse 1）是位於德國城市法蘭克福的一座摩天大樓，高208米，是德國和法蘭克福第三高樓。

## 历史
城西之塔竣工於1993年。1995年，城西之塔美國建築師協會選為年度最佳建築。

## 画廊

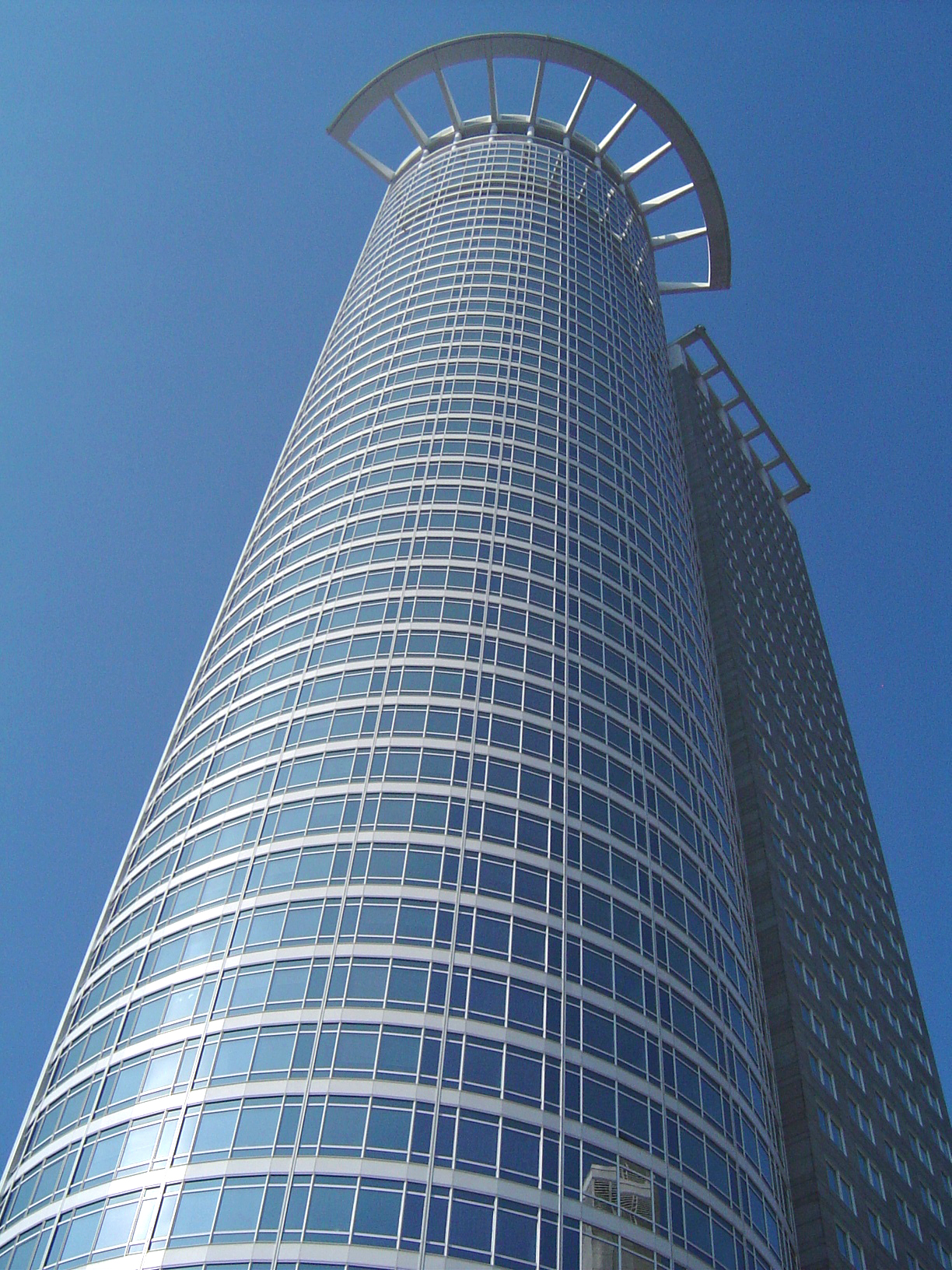
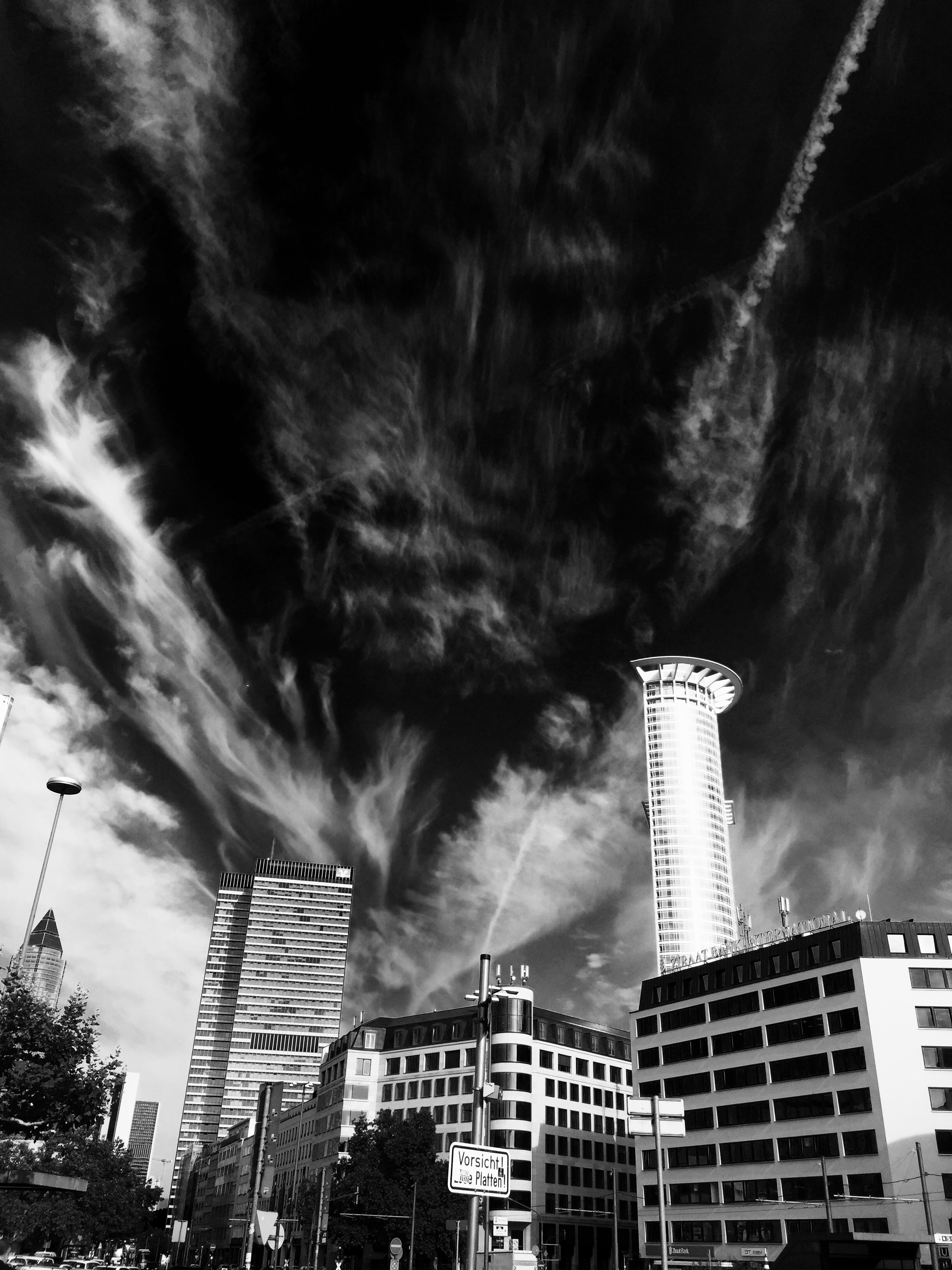
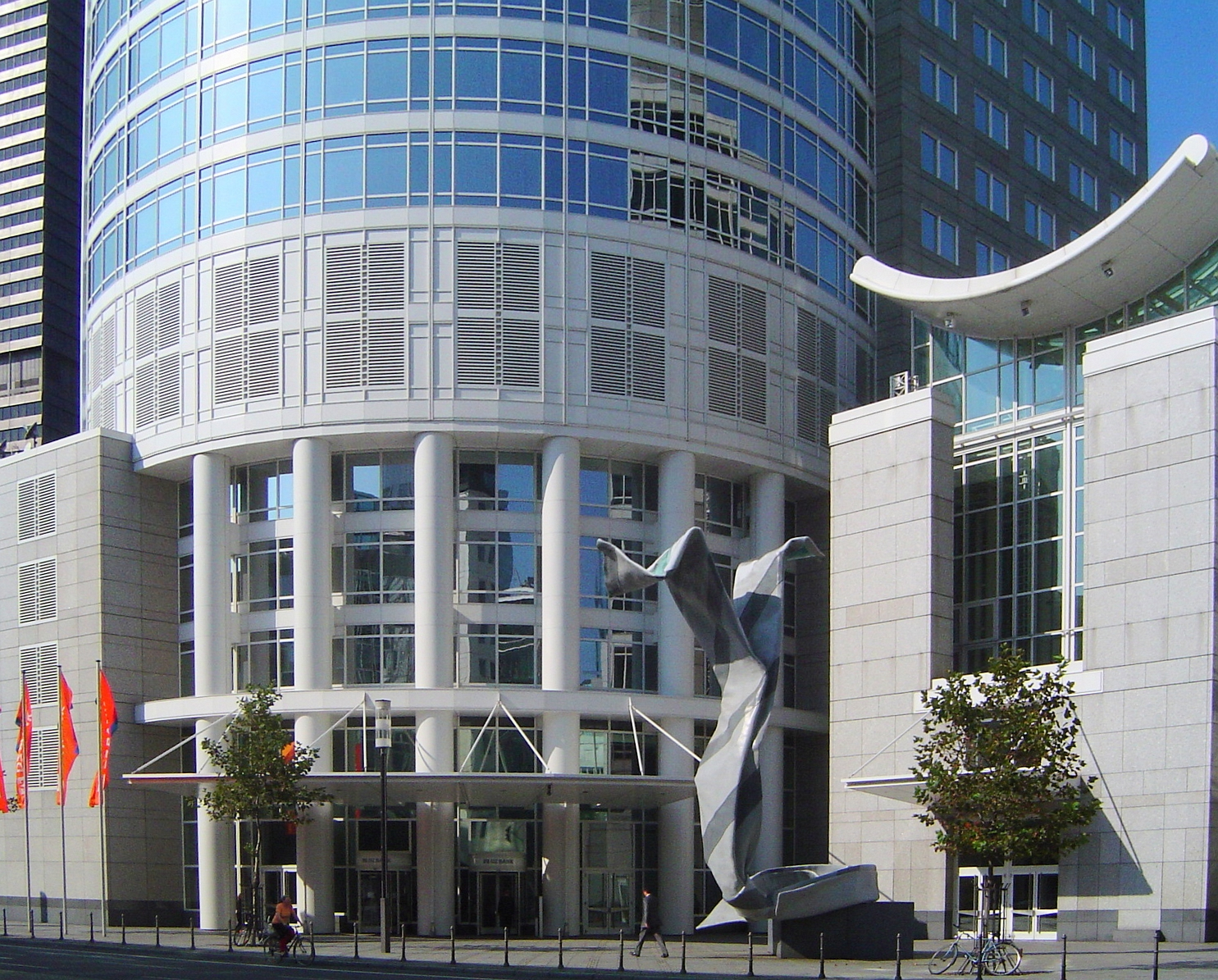
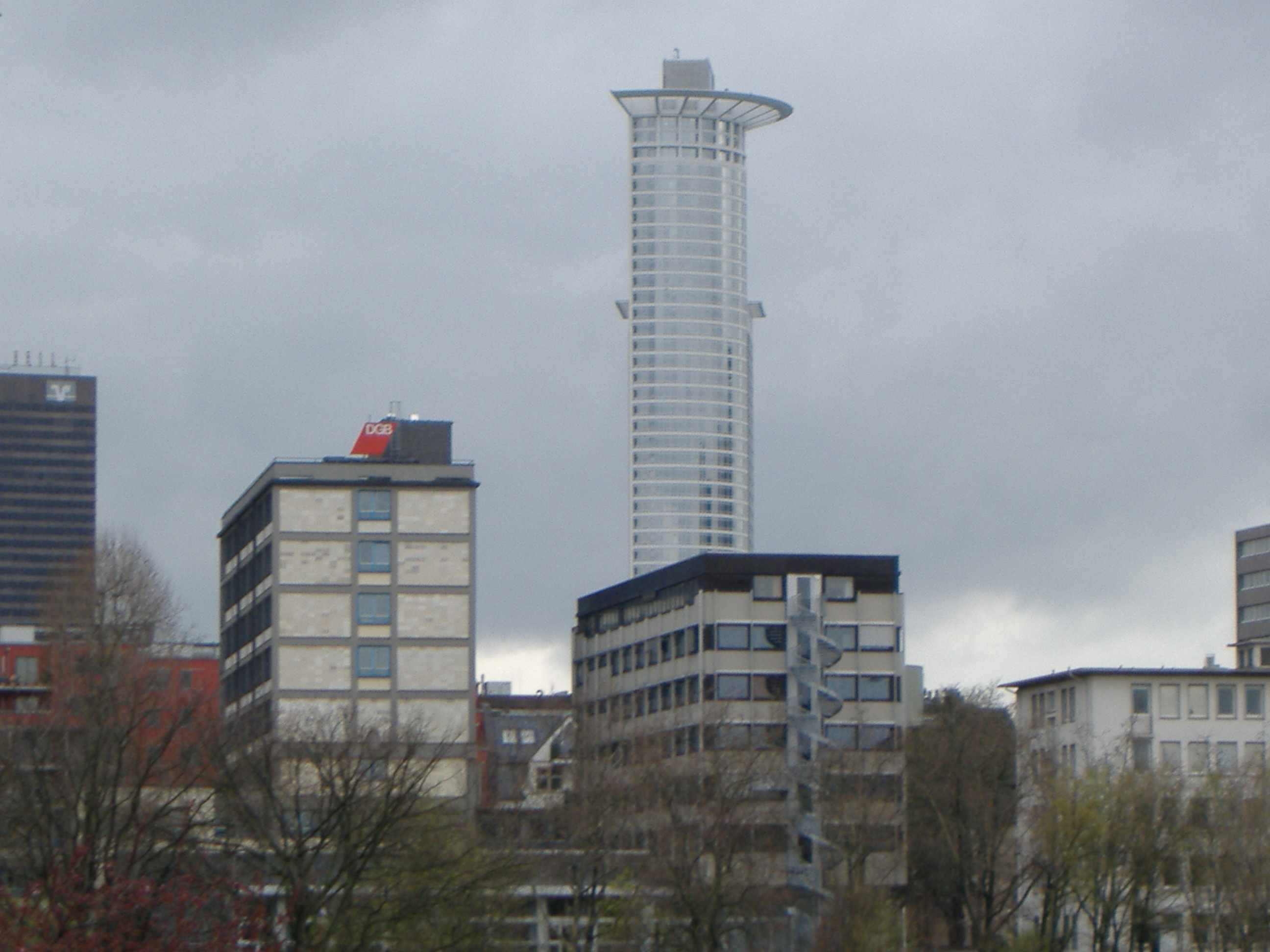
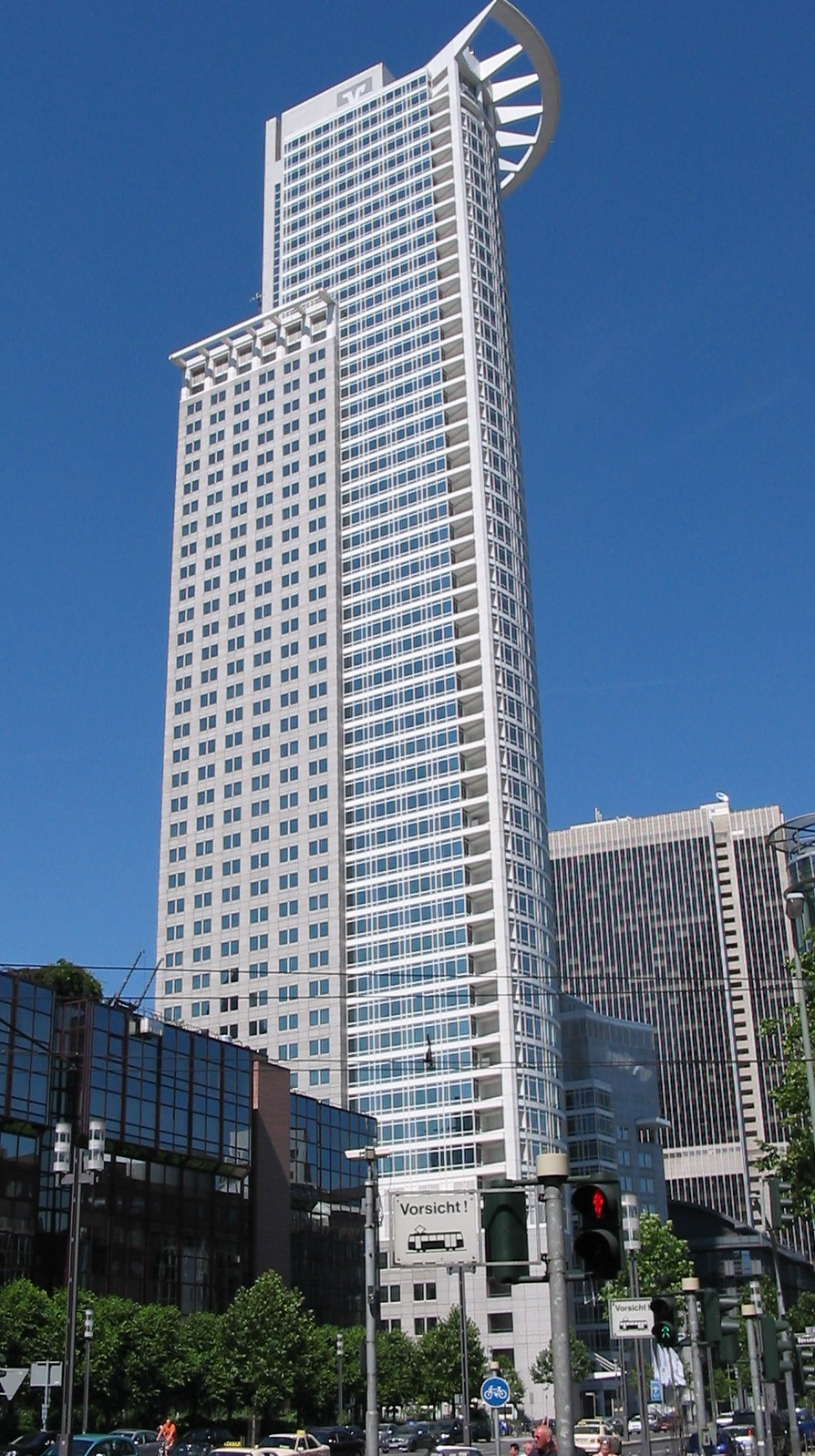
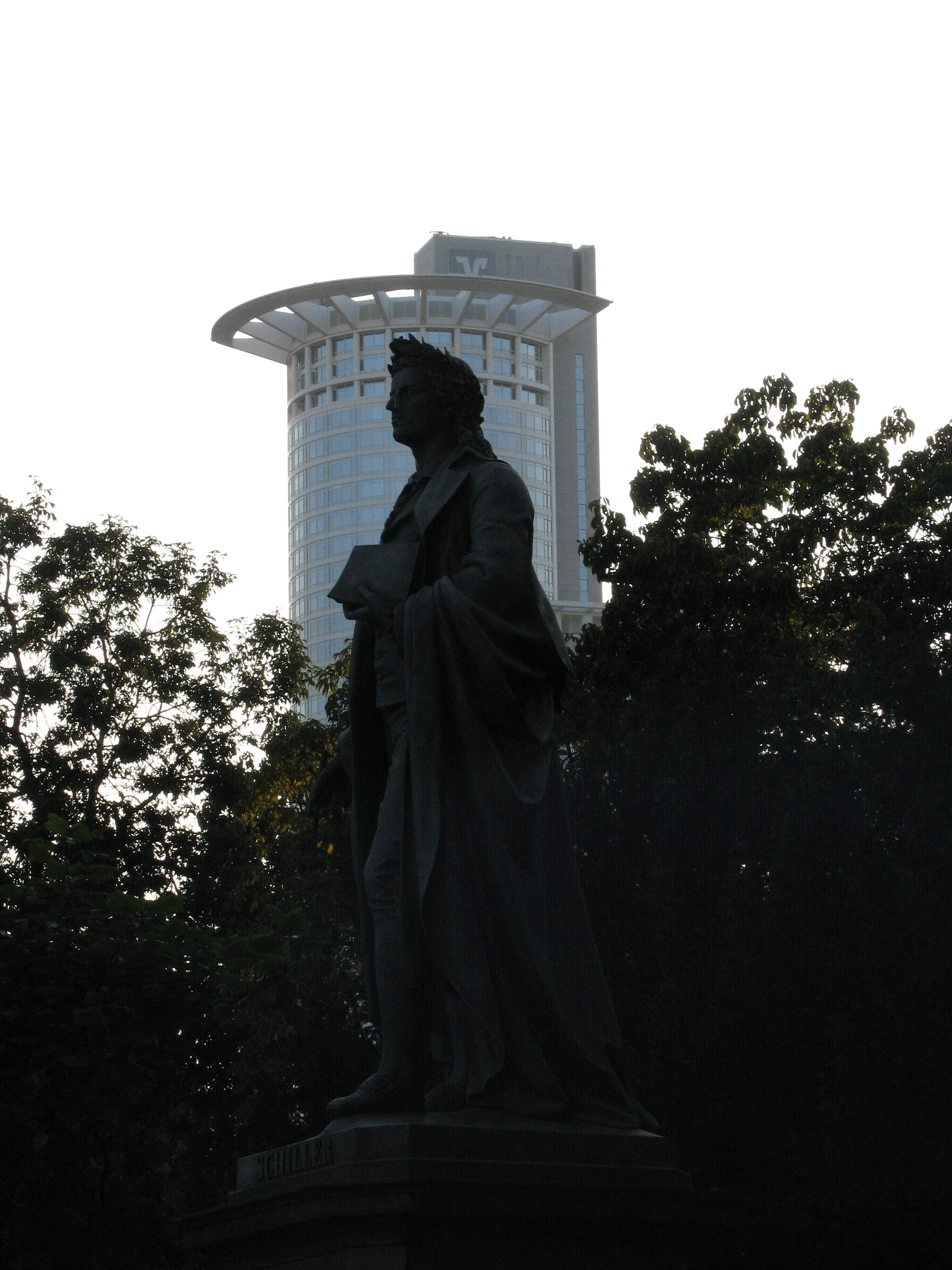
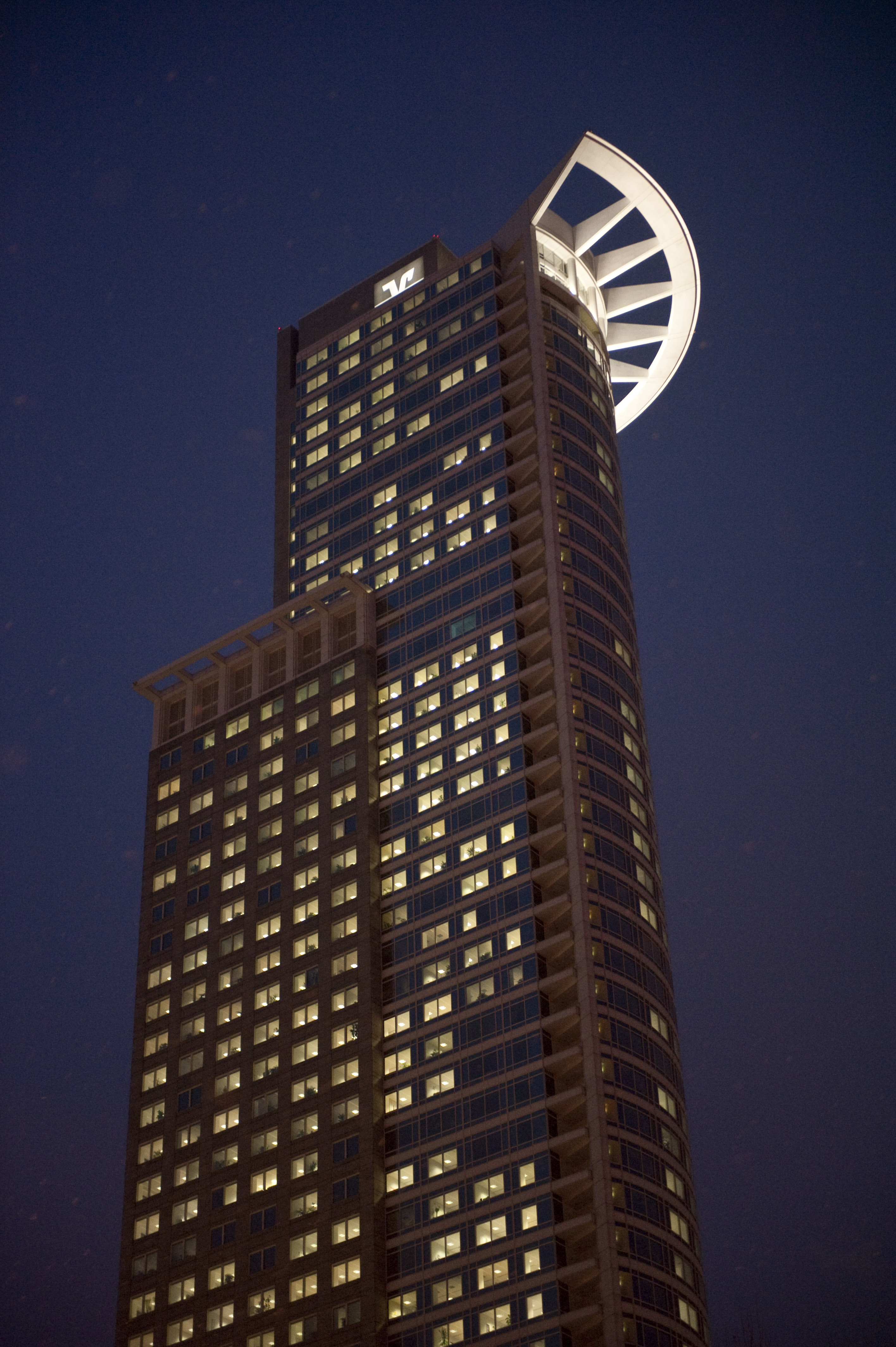